# Trollgölen (Ulrika socken, Östergötland)
Trollgölen är en sjö i Linköpings kommun i Östergötland och ingår i Motala ströms huvudavrinningsområde.